# Cherokee (Iowa)
Cherokee es una ciudad situada en el condado de Cherokee, y también capital del mismo, en el estado de Iowa, Estados Unidos. Según el censo de 2010 tenía una población de 5.253 habitantes.

## Geografía
Según la Oficina del Censo de los Estados Unidos, la localidad tiene un área total de 16,7 km², de los cuales 16,64 km² corresponden a tierra firme y el restante 0,06 km² a agua, que representa el 0,36% de la superficie total de la localidad.

## Demografía
Según el censo de 2010, había 5253 personas residiendo en la localidad. La densidad de población era de 314,55 hab./km². Había 2569 viviendas con una densidad media de 153,83 viviendas/km². El 95,47% de los habitantes eran blancos, el 0,99% afroamericanos, el 0,29% amerindios, el 0,74% asiáticos, el 0,17% isleños del Pacífico, el 1,22% de otras razas, y el 1,12% pertenecía a dos o más razas. El 2,89% de la población eran hispanos o latinos de cualquier raza.